# لوري هارتويل
لوري هارتويل (بالإنجليزية: Lori Hartwell)‏ هي كاتِبة أمريكية، ولدت في 1966.